# Gelbrandrüssler
Der Gelbrandrüssler (Chlorophanus viridis) ist ein Rüsselkäfer und eine von über 40 paläarktischen Arten der Gattung Chlorophanus von denen in Europa zehn und in Deutschland drei Arten vorkommen.

## Merkmale
Der Gelbrandrüssler hat eine oberseits leuchtend grüne (selten auch kupferrote) Beschuppung und erreicht eine Größe von 8 bis 11 mm. Der gelbe Seitenrand, der ihm seinen Namen gibt, ist deutlich abgesetzt. Durch ebendiesen ist er sehr gut von anderen Rüsselkäfern zu unterscheiden. Von den drei anderen einheimischen Chlorophanus-Arten kann man ihn durch die nur kurz ausgezogenen Flügeldeckenspitzen unterscheiden.

## Vorkommen
Chlorophanus viridis ist in ganz Europa verbreitet, seine Häufigkeit ist jedoch gebietsweise verschieden. Von Mai bis August ist er in eher feuchten Laub- und Mischwäldern zu finden.
Wie die anderen Arten der Gattung ist der Gelbrandrüssler in Deutschland stark zurückgegangen, obwohl ihre Lebensräume häufig sind. Gründe für den Rückgang sind nicht bekannt.

## Lebensweise

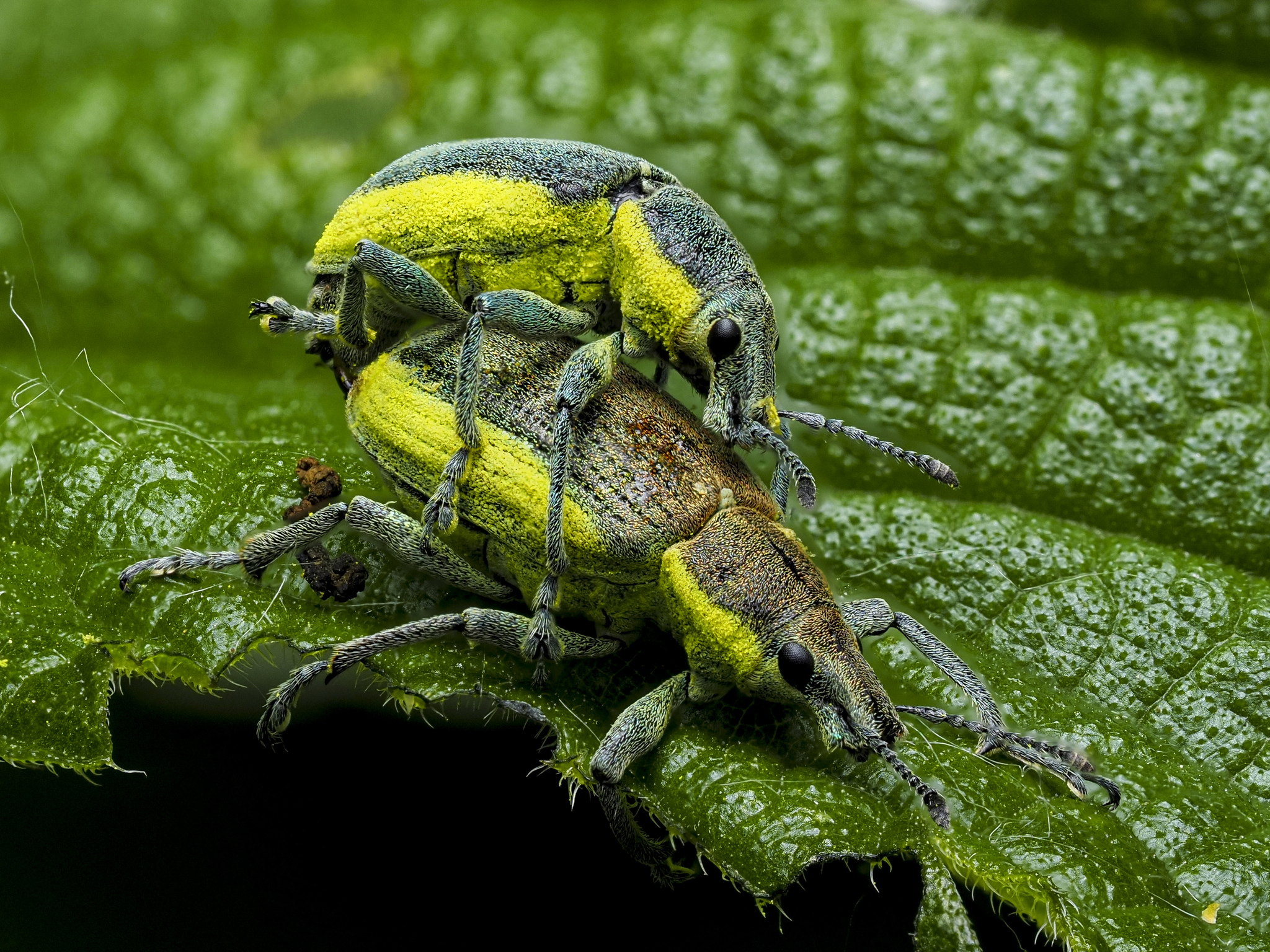
Dunkelgrüner Gelbrandrüssler (Chlorophanus viridis), Paarung

Der Gelbrandrüssler frisst die Blätter von Laubgehölzen (v. a. Erle und Weide) und lebt polyphag an krautigen Pflanzen (v. a. Pestwurzen). Die Eier werden ca. 1 mm in feuchten Boden gelegt. Die Ablage findet in der Dämmerung statt. Zwei bis drei Wochen danach schlüpfen die Larven, die unter der Erde leben und sich von Wurzeln ernähren. Für die Überwinterung legen sie eine 6 bis 12 cm unter der Oberfläche gelegene Erdhöhle an. Im folgenden Frühjahr erfolgt die Verpuppung und nach drei Wochen das Schlüpfen der Imago, die etwa zwei bis vier Tage braucht, um sich zur Bodenoberfläche durchzugraben.

## Unterarten
Die Art Chlorophanus viridis lässt sich in zwei Unterarten unterteilen:
- Chlorophanus viridis balcanicus
- Chlorophanus viridis viridis